# Martincourt-sur-Meuse
Martincourt-sur-Meuse település Franciaországban, Meuse megyében. Lakosainak száma 68 fő (2022. január 1.). Martincourt-sur-Meuse Inor, Cesse, Luzy-Saint-Martin, Olizy-sur-Chiers és Stenay községekkel határos.

## Népesség
A település népességének változása:
| Lakosok száma | 72   | 63   | 71   | 65   | 63   | 65   | 66   | 68   | 69   | 68   |
|               | 1968 | 1982 | 1990 | 2006 | 2013 | 2015 | 2017 | 2019 | 2020 | 2022 |